# Port lotniczy Tabuk
Port lotniczy księcia Sultana ibn Abd al-Aziza ibn Su`uda – wcześniej Port lotniczy Tabuk, port lotniczy położony w Tabuk. Jest jednym z największych portów lotniczych w Arabii Saudyjskiej. Obsługuje połączenia krajowe. Został nazwany imieniem byłego księcia i ministra obrony oraz lotnictwa i inspektoratu ogólnego Sultana ibn Abd al-Aziza ibn Su`uda.

## Linie lotnicze i połączenia
| Linia Lotnicza | Kierunek                                       |
| -------------- | ---------------------------------------------- |
| Air Arabia     | 1. Kair 2. Szardża                             |
| EgyptAir       | 1. Kair                                        |
| flyadeal       | 1. Dżudda 2. Rijad                             |
| Flydubai       | 1. Dubaj                                       |
| Flynas         | 1. Abha 2. Dammam 3. Medyna 4. Dżudda 5. Rijad |
| Nesma Airlines | 1. Kair                                        |
| Nile Air       | 1. Kair                                        |
| Qatar Airways  | 1. Hamad                                       |
| Saudia         | 1. Dżudda 2. Rijad                             |